# Norwegischer Fußballpokal der Männer 1907
Der norwegische Fußballpokal 1907 (kurz auch NM-Cup 1907 genannt) war die sechste Austragung des Fußballpokalwettbewerbs der Männer. Pokalsieger wurde SFK Mercantile Oslo.

## Halbfinale
| Datum      |              | Ergebnis |                     |
| ---------- | ------------ | -------- | ------------------- |
| 21.09.1907 | Odds BK      | 0:1      | SFK Mercantile Oslo |
|            | Sarpsborg FK | w. o.    | Eidsvold IF         |

## Finale
| SFK Mercantile Oslo                                     | SFK Mercantile Oslo | Sarpsborg FK | Sarpsborg FK |
| ------------------------------------------------------- | --- | --- | ------------ |
| SFK Mercantile Oslo                                     | \| Finale \| \| 22. September 1907 in Porsgrunn (Nedre-Frednes-Stadion) \| \| Ergebnis: 3:0 (1:0) \| \| Zuschauer: 4.000 \| \| Schiedsrichter: August Heiberg \| \| Spielbericht \|                     | \| Finale \| \| 22. September 1907 in Porsgrunn (Nedre-Frednes-Stadion) \| \| Ergebnis: 3:0 (1:0) \| \| Zuschauer: 4.000 \| \| Schiedsrichter: August Heiberg \| \| Spielbericht \| | Sarpsborg FK |
| SFK Mercantile Oslo                                     | Sverre Lie – Macken Wiederøe Aas, Einar Friis Baastad – Wilhelm Brekke, Sverre Erichsen, Harald Johansen – Oscar Gundersen, Hans Endrerud, Carl Frølich Hanssen , Norman „Minotti“ Bøhn, Andreas Gjølme | Ole Andersen – Christian Berg, Oscar Olsen – Karl Johansen, Herbert Scott, Einar Anvik – Hugh William Kennworthy , Matheus Halvorsen, Trygve Jølstad, Hans Slang, Erling Due        | Sarpsborg FK |
| SFK Mercantile Oslo                                     | 1:0 Norman „Minotti“ Bøhn (14.) 2:0 Andreas Gjølme (65.) 3:0 Hans Endrerud (88.) | | Sarpsborg FK |
| Finale                                                  | | |              |
| 22. September 1907 in Porsgrunn (Nedre-Frednes-Stadion) | | |              |
| Ergebnis: 3:0 (1:0)                                     | | |              |
| Zuschauer: 4.000                                        | | |              |
| Schiedsrichter: August Heiberg                          | | |              |
| Spielbericht                                            | | |              |